# أوسكار دبليو. ريتشي
أوسكار دبليو. ريتشي (بالإنجليزية: Oscar W. Ritchie)‏ هو عالم اجتماع ومؤلف أمريكي، ولد في 16 فبراير 1909 في هالانديل بيتش في الولايات المتحدة، وتوفي في 16 يونيو 1967 في رافينا في الولايات المتحدة.